# 圣彼得堡路
圣彼得堡路（Rue de Saint-Pétersbourg）是巴黎第八区欧洲区的一条街道，始于欧洲广场，止于克利希广场（place de Clichy）。
该路修筑于1826年，1914年更名为彼得格勒路（Rue de Pétrograd），1945年更名为列宁格勒路（Rue de Léningrad），1991年恢复圣彼得堡路原名。

## 居民
- 39号，画家愛德華·馬奈
- 23号，商业，工业和邮电部长亚历山大·米勒兰